# CGI Deutschland
Die CGI Deutschland B.V. & Co. KG (vormals: CGI Deutschland Ltd. & Co. KG) ist ein IT-Dienstleister mit Sitz in Leinfelden-Echterdingen. Die Tätigkeitsbereiche von CGI umfassen IT-Beratung, Softwareentwicklung, Software-Implementierung sowie die Wartung und den Betrieb von Hardware. 
Die CGI Deutschland ist ein Tochterunternehmen der international tätigen CGI Inc. mit Sitz in Montreal, Kanada und Standorten in Nordamerika, dem asiatisch-pazifischen Raum und Europa.

## Geschichte
Die CGI-Gruppe wurde 1976 in Québec, Kanada von Serge Godin und André Imbeau gegründet. 1980 waren nach eigener Aussage 222 Mitarbeiter für die Unternehmensgruppe tätig.
Am 20. August 2012 übernahm die CGI Inc. die englische Logica plc. Im Rahmen dieses Zusammenschlusses entstand unter zusätzlicher Integration der CGI Information Systems and Management Consultants (Deutschland) GmbH der Vorgänger der späteren CGI Deutschland B.V. & Co. KG.
Die CGI Deutschland Ltd. & Co. KG wurde im Zuge der Eingliederung und Verschmelzung der Tochtergesellschaften der Logica- mit der CGI-Gruppe am 6. Juni 2016 ins Handelsregister eingetragen. Verschiedene Vorgängergesellschaften beider Unternehmensgruppen sind in die CGI Deutschland Ltd. & Co. KG verschmolzen worden. 2018 erwarb die CGI-Gruppe das IT-Unternehmen CKC-AG, Braunschweig. Hierdurch erweiterte das Unternehmen seine Geschäftstätigkeit auf den Bereich agile Softwareentwicklung im Automobilsektor.
Im März 2019 wechselte innerhalb der CGI Deutschland Ltd. & Co. KG die Komplementärin CGI General Partner Ltd. ihren Sitz von London nach AX Rotterdam und ihre Rechtsform englischen Rechts zu einer Besloten Vennootschap niederländischen Rechts mit Sitz in Amstelveen, Niederlande. Im April desselben Jahres übernahm CGI Deutschland die Acando GmbH, Hamburg.
Nachdem im Dezember 2019 die Scisys-Unternehmensgruppe von anderen Konzerngesellschaften der CGI-Gruppe übernommen worden war, verschmolzen mit Rückwirkung zum 1. Januar 2020 die Scisys Deutschland GmbH, Bochum sowie die Scisys Media Solutions GmbH, München auf die Scisys Deutschland Holding GmbH, Bochum. Anschließend fusionierte die Scisys Deutschland Holding GmbH mit der sie übernehmenden CGI Deutschland.

## Unternehmensstruktur und Unternehmensbereiche
In Deutschland unterhält die CGI Deutschland bundesweit 31 Standorte.
| Jahr                      | 2014/2015 | 2015/2016 | 2016/2017 | 2017/2018 | 2018/2019 | 2019/2020 | 2020/2021 | 2021/2022 | 2022/2023 |
| ------------------------- | --------- | --------- | --------- | --------- | --------- | --------- | --------- | --------- | --------- |
| Umsatzerlöse in Mio. Euro | 279,2     | 286,9     | 303,6     | 347,6     | 409,7     | 470,8     | 558,0     | 572,8     | 656,0     |

Einzelnachweise:
| Jahr                           | 2014/2015 | 2015/2016 | 2016/2017 | 2017/2018 | 2018/2019 | 2019/2020 | 2020/2021 | 2021/2022 | 2022/2023 |
| ------------------------------ | --------- | --------- | --------- | --------- | --------- | --------- | --------- | --------- | --------- |
| Anzahl an Mitarbeitern (circa) | 2.245     | 2.188     | 2.304     | 2.712     | 3.224     | 3.769     | 3.984     | 4.294     | 4.637     |

Einzelnachweise:
Die Tätigkeitsbereiche von CGI Deutschland umfassen IT-Beratung, Softwareentwicklung, Software-Implementierung sowie die Wartung und den Betrieb von Hardware. Die Umsätze, die überwiegend in Deutschland erwirtschaftet wurden, verteilten sich im Geschäftsjahr 2022/2023 auf die Bereiche „Business- und strategische IT-Beratung und Systemintegration“ (397,3 Mio. Euro), „Managed IT- und Business-Prozessberatung“ (150,4 Mio. Euro) sowie „Intellectual Property“ (108,3 Mio. Euro).

## Projekte und Produkte der CGI Deutschland (Auswahl)
CGI Deutschland kooperiert seit 2011 im Bereich IT-Projektmanagement und digitale Bürgerservices mit der Verwaltung der bayerischen Landeshauptstadt München. Ebenso wartet das Unternehmen den Bereich IT für das Bayerische Landeskriminalamt und setzt das Onlinezugangsgesetz (OZG) für die Verwaltungssysteme Nordrhein-Westfalens um (Stand 2023).
2016 schloss das Raumfahrtunternehmen Telespazio Vega Deutschland, Düsseldorf für fünf Jahre einen Rahmenvertrag mit dem Europäischen Raumflugkontrollzentrum der Europäischen Weltraumorganisation. Im Rahmen eines Konsortiumsvertrags mit Telespazio Vega war die CGI Deutschland neben anderen Unternehmen an der Zusammenarbeit (etwa der Systementwicklung oder dem Betrieb von Satelliten) beteiligt. Außerdem schloss die CGI-Gruppe 2019 einen Vertrag mit Thales Alenia Space, Frankreich für die Wartung der Sicherheitssoftware des Satellitennavigationssystems Galileo.
CGI entwickelte 2022 eine cloud-basierte Analyseplattform („CGI Sense360“), die mithilfe von Augmented Reality ein ganzheitliches Lagebild bei Katastrophen wie beispielsweise Erdbeben unter Verwendung von Daten aus Satelliten, Drohnen und anderen Quellen für Rettungskräfte ermöglicht. Die Plattform entstand unter Mitwirkung der ESA.